# Cristoforo Numai
Cristoforo Numai (Forlì, 1450 - Ancona, 23 de março de 1528) foi um cardeal do século XVII.

## Biografia
Nasceu em Forlì em Meados do século XV. De uma família rica e famosa. Segundo dos cinco filhos de Francesco Numai e Cassandra Ercolani. Seu sobrenome também está listado como Numali; e como Numajo.
Ingressou na Ordem dos Frades Menores Observantes (Franciscanos) em Bolonha, onde estudou no Studium; foi para a França e obteve o doutorado em teologia na Universidade La Sorbonne , Paris. Ele retornou à Itália em 1497
Ordenado (nenhuma informação adicional encontrada). Pelas suas qualidades pessoais, foi escolhido como confessor da Duquesa Luísa de Sabóia (1), esposa de Carlos de Valois e mãe do rei Francisco I, que, viúvo em 1496, quando o futuro rei da França era muito jovem, contou com o padre Numai para aconselhar sobre a educação religiosa da criança. Em 1507, em Ferrara, foi eleito vigário da sua Ordem em Bolonha. Poucos meses depois, foi nomeado subdelegado pelo comissário provincial para a pregação das indulgências, cujos rendimentos foram destinados à Fábrica da Basílica de São Pedro, em Roma. Nesta qualidade, foi rígido contra as ordens religiosas concorrentes, que desviavam os fiéis para a compra de indulgências plenárias cujos montantes não eram destinados a Roma. Em 1511, ainda era vigário da província de Bolonha, mas em 1512 foi eleito comissário da Cúria Romana, dignidade que lhe permitiu viver em Roma e trabalhar para a gestão dos assuntos gerais da sua ordem.Observantes Cismontanos morreram em 1513; a reunião dos vigários provinciais realizada em junho de 1514 em S. Maria degli Angeli, em Assis, elegeu o padre Numai em seu lugar. Ao lado dele, o padre bresciano Francesco Licheto atuou como definidor. Em 1515, recebeu do Papa Leão X o cargo de núncio e comissário apostólico com preceitos solenes para promover a Fábrica da Basílica de São Pedro nos territórios Cismpntane e na Polônia. Eleito superior geral de sua ordem no capítulo geral celebrado em Roma em 1º de junho de 1517; ocupou o cargo até a celebração do capítulo geral em 10 de julho de 1518, em Lyon.
Criado cardeal sacerdote no consistório de 1º de julho de 1517; recebeu o chapéu vermelho e o título de S. Matteo em Merulana, 6 de julho de 1517. Optou pelo título de S. Maria em Aracoeli, 10 de julho de 1517. Viajou para a França um mês após sua promoção.
Administrador da Sé de Alatri, 1517; ocupou o cargo até sua morte. Participou do conclave de 1521-1522, que elegeu o Papa Adriano VI. Administrador da Sé de Isérnia, 17 de abril de 1523; renunciou ao governo da sé em favor de seu sobrinho Antonio Ercolani, em 19 de dezembro de 1524. Consagrado, em 5 de julho de 1523, em Roma, pelo Papa Adriano VI, auxiliado pelos cardeais Nicolò Fieschi, Antonio Maria Ciocchi, Lorenzo Pucci, Paolo Cesi e Giacomo Salviati. Participou do conclave de 1523, que elegeu o Papa Clemente VII. Em 14 de dezembro de 1523, o papa encarregou o cardeal Numai, juntamente com os cardeais Francesco Soderini, Egidio da Viterbo e Marco Corner, de determinar o quanto a pregação de Lutero havia influenciado o mundo cristão. A obra foi interrompida no ano seguinte por causa da morte do Cardeal Soderini. Administrador da Sé de Riez, França, 27 de abril de 1526; renunciou ao cargo em 18 de março de 1527. Em 17 de abril de 1527, o Papa Clemente VII suprimiu o título de S. Maria in Aracoeli com o Breve Cum olim felicis recordationis; nenhum outro título foi atribuído ao Cardeal Numai. Durante o saque de Roma em 1527, foi maltratado pelas tropas imperiais quando não encontraram nada para roubar em sua casa. Depois do despedimento, cansado e doente, preferiu deixar Roma para ir para Ancona, enquanto os soberanos europeus lhe escreviam para mostrar a sua solidariedade e pesar. Entretanto, decidiu vender o seu palácio romano ao seu sobrinho Gerolamo Numai, que era o chefe do partido imperial em Forlì.
Morreu em Ancona em 23 de março de 1528. Seu corpo foi trasladado para Roma e sepultado na igreja de S. Maria in Aracoeli